# Dalang (Bali)
Dalang is een bestuurslaag in het regentschap Tabanan van de provincie Bali, Indonesië. Dalang telt 1724 inwoners (volkstelling 2010).